# 瓜州寺
瓜州寺，位于今西藏自治区山南地区扎囊县，是一座藏传佛教寺院。现已无存。

## 简介
瓜州寺是吐蕃时期兴建的重要寺院之一。相传，727年吐蕃攻占唐朝属地瓜州时，创建该寺，以作为纪念，该寺由此而得名“瓜州寺”。
《噶迥寺建寺碑》中称“祖赤德祖赞（弃隶蹜赞）之世，于札玛建瓜州寺，于琛浦建神殿等，立三宝之所依处。父王赤松德赞（乞黎苏笼獵赞）之世，于札玛建桑耶寺等寺庙，中央及四境遍建神殿，立三宝之所依处。”